# Harry Kleiner
Harry Kleiner (Tbilisi, 10 de setembro de 1916 - Chicago, 17 de outubro de 2007) foi um roteirista estadunidense. Seu primeiro trabalho no cinema foi o filme Anjo ou Demônio? (1945), dirigido por Otto Preminger.
Seu filme seguinte foi The Street with No Name (1948) de William Keighley. A partir daí Kleiner passou a assinar o roteiro de vários outros projetos para a 20th Century Fox, incluindo A Lei do Chicote (1952), de Lewis Milestone, Salome (1953), estrelado por Rita Hayworth, Miss Sadie Thompson (1953) dirigido por Curtis Bernhardt, Carmen Jones (1954) de Otto Preminger, o western Um Pecado em Cada Alma (1955), e dois na Warner Bros., o épico O Gigante de Gelo (1960) e Escândalos Ocultos (1961) ambos dirigidos por Vincent Sherman.
Após um intervalo na televisão, Kleiner trabalhou em Viagem Fantástica (1966), de Richard Fleischer, e depois em Bullitt (1968) e As 24 Horas de Le Mans (1971), de Steve McQueen. Seus créditos finais foram em colaboração com o diretor Walter Hill, O Limite da Traição (1987) e Inferno Vermelho (1988). Kleiner foi indicado para dois Writers Guild of America Award e ganhou um prêmio Edgar por Bullitt.

## Filmografia parcial
- Fallen Angel (1945)
- The Dark Corner (1946) - sem créditos
- The Street with No Name (1948)
- Red Skies of Montana (1952)
- Kangaroo (1952)
- Salomé (1953)
- Miss Sadie Thompson (1953)
- King of the Khyber Rifles (1953)
- Carmen Jones (1954)
- House of Bamboo (1955)
- The Violent Men (1955)
- Cry Tough (1959) - também produtor
- The Rabbit Trap (1959) - somente produtor
- The Garment Jungle (1959) - e produtor
- Ice Palace (1960)
- A Fever in the Blood (1961)
- Bus Stop (1962) (série de TV)
- The Virginian (1965) (série de TV)
- Fantastic Voyage (1966)
- Bullitt (1968)
- Le Mans (1972)
- Judgment: The Trial of Julius and Ethel Rosenberg (1974) (telefilme)
- Extreme Prejudice (1987)
- Red Heat (1988)